# Esquibien

Esquibien este o comună în departamentul Finistère, Franța. În 1 ianuarie 2018 avea o populație de 1.541 de locuitori.